# Aleksandrovskij rajon (Oblast' di Orenburg)
L'Aleksandrovskij rajon, in russo Александровский район?, è un rajon dell'Oblast' di Orenburg, nella Russia europea; il capoluogo è Aleksandrovka. Istituito nel 1935, ricopre una superficie di 3.100 chilometri quadrati.